# Макс Дефурні
Макс Дефурні (нар. 9 жовтня 1998, Льєж) — бельгійський автогонщик, на сьогоднішній день бере участь у перегонах Формули Рено.

## Біографія
Макс Дефурні розпочав свою кар'єру в картингу в 2009 році і вперше виграв гонку наступного року. 

### Чемпіонат Формули-4
У 2014 році Дефурні брав участь у дев'яти гонках французького чемпіонату Формули-4 як запрошений водій і трьох раундах італійського чемпіонату Формули-4 від команди Cram Motorsport, отримуючи 20 місце у загальному заліку.

### Формула Renault 2.0
У 2015 році Дефурні став учасником перегонів Формули Рено 2.0 разом з командою ART Junior Team, отримавши три перемоги і четверте місце в північноєвропейському кубку Формули Рено 2.0 (NEC).
У 2016 році Дефурні залишився активним у Формулі Renault 2.0, в якій він проїхав подвійну програму в NEC і у Єврокубку. Він продовжував їздити за команду ART Junior Team, яка змінила назву на R-ace GP. 
Дефорні залишився з R-ace GP і в 2017 році. Він не зміг поліпшити свою позицію в чемпіонаті, зайнявши четверте місце. Макс Дефурні здобув одинадцять подіумів у 2017 році, на три більше, ніж у 2016 році.

### Формула V8 3.5
У листопаді 2016 року Дефурні брав участь у постсезонному тестуванні з Fortec Motorsports і AVF.

### Серія GP3
Дефорні провів постсезонне випробуванняна трасі Яс-Марина з ART Grand Prix та Arden International.